# Aleksandyr Cankow
Aleksandyr Cołow Cankow (bułg. Александър Цолов Цанков; ur. 29 czerwca 1879 w Orjachowie, zm. 27 lipca 1959 w Buenos Aires) – bułgarski ekonomista, polityk i publicysta, profesor, członek rzeczywisty Bułgarskiej Akademii Nauk. Lider Porozumienia Demokratycznego (1923–1926) oraz pronazistowskiego Narodowego Ruchu Socjalnego (1932–1934). Deputowany do Zwyczajnego Zgromadzenia Narodowego 21. (1923–1927), 22. (1927–1931), 23. (1931–1934), 24. (1938–1939) i 25. (1940–1944) kadencji, Przewodniczący Zgromadzenia Narodowego 21. i 22. kadencji. Po zamachu stanu 9 czerwca 1923 premier Carstwa Bułgarii (1923–1926).

## Życiorys

### Wykształcenie i praca naukowa
Wykształcenie średnie uzyskał w gimnazjum w Ruse, następnie studiował prawo w Uniwersytecie Sofijskim im. św. Klemensa z Ochrydy (1901-1904) oraz ekonomię polityczną w Monachium, we Wrocławiu i w Berlinie (1904–1907). Po powrocie do ojczyzny pracował jako urzędnik w Bułgarskim Banku Narodowym oraz w Ministerstwie Handlu i Rolnictwa. W latach 1911–1923 wykładał ekonomię polityczną w Uniwersytecie Sofijskim. Od 1911 był członkiem Bułgarskiej Akademii Nauk, tytuł członka rzeczywistego uzyskał w 1935.

### Początek kariery politycznej
Działalność polityczną zapoczątkował podczas studiów wstępując do Bułgarskiej Robotniczej Partii Socjaldemokratycznej, którą jednak opuścił w 1907. Po objęciu w 1919 władzy przez Bułgarski Ludowy Związek Chłopski, na czele którego stał Aleksandyr Stambolijski, zaangażował się w działalność opozycyjną. 14 października 1921 współtworzył organizację Porozumienie Narodowe skupiającą bezpartyjnych przedstawicieli bułgarskiej inteligencji, oficerów, bankierów i przemysłowców. Celem ugrupowania było odsunięcie od władzy ludowców, których rządy w międzyczasie przybrały charakter autorytarny. W 1923 działacze Porozumienia Narodowego nawiązali współpracę ze Związkiem Wojskowym i Wewnętrzną Macedońską Organizacją Rewolucyjną i wzięli udział w zamachu stanu przeprowadzonym 9 czerwca tego samego roku. Po przewrocie Cankow stanął na czele nowego rządu, a w sierpniu 1923 także na czele prorządowej koalicji Porozumienie Demokratyczne, w skład której oprócz Porozumienia Narodowego weszły Partia Demokratyczna, Partia Radykalno-Demokratyczna i Zjednoczona Partia Narodowo-Postępowa.

### Polityka rządu Cankowa
Wkrótce po przewrocie rząd Cankowa musiał stawić czoła spontanicznemu buntowi zwolenników Stambolijskiego, ludności wiejskiej oraz niektórych działaczy Bułgarskiej Partii Komunistycznej (wąscy socjaliści) nazywanemu niekiedy powstaniem czerwcowym (bułg. юнско въстание). W przeciągu kilku dni armia krwawo stłumiła powstanie, a ludowców i komunistów dosięgły represje. Sam Stambolijski dostał się do niewoli i 14 czerwca 1923 został brutalnie zamordowany.
We wrześniu 1923 komuniści i ludowcy zorganizowali kolejne zbrojne wystąpienie przeciwko rządowi. Głównym celem powstania wrześniowego było obalenie reżimu Cankowa i ustanowienie władzy robotniczo-chłopskiej.
W odpowiedzi na bunt rząd skierował do walki regularną armię, siły policyjne oraz organizacje paramilitarne. Powstanie pochłonęło kilka tysięcy ofiar i zostało stłumione jeszcze przed końcem września. Wkrótce po rozgromieniu powstańców gabinet Cankowa nasilił represje przeciwko komunistom i ludowcom. W styczniu 1924 uchwalono Ustawę o Ochronie Państwa (bułg. Закон за защита на държавата), na mocy której Najwyższy Sąd Kasacyjny zdelegalizował Bułgarską Partię Komunistyczną i powiązane z nią organizacje robotnicze. Po antyrządowym zamachu w cerkwi „Święta Nedziela” w Sofii, zorganizowanym 16 kwietnia 1925 przez radykalnie nastawionych działaczy komunistycznych, reżim Cankowa odpowiedział serią masowych egzekucji przeciwników politycznych oraz ograniczeniem swobód obywatelskich. Zabójstwa dokonywane przez wojskowych, policję i organizacje paramilitarne współpracujące z rządem nazywano „białym terrorem”, zaś do Cankowa przylgnęło określenie „krwawy profesor”. Wśród ofiar białego terroru znaleźli się sympatyzujący z komunistami przedstawiciele bułgarskiej inteligencji i sztuki, jak np. Geo Milew, Sergej Rumianew, Christo Jasenow i Josif Herbst. W odpowiedzi na represje komuniści, ludowcy i anarchiści tworzyli zbrojne oddziały, które napadały działaczy rządowych.
Polityka gabinetu Cankowa doprowadziła do częściowej izolacji Carstwa Bułgarii na arenie międzynarodowej. Sąsiadujące z nim kraje bałkańskie obawiały się jego dążeń rewanżystycznych i rewizji traktatu z Neuilly-sur-Seine z 1919, na mocy którego Bułgaria utraciła 11% terytorium. By tym dążeniom przeciwdziałać Jugosławia zgromadziła swoją armię w pobliżu granicy z Carstwem, a także wspierała politycznych przeciwników Cankowa. Niezadowolenie z rządów Porozumienia Demokratycznego wyrażały także Wielka Brytania i Francja, których banki odmawiały udzielania Bułgarii kredytów. Jedynym krajem, który poparł gabinet Cankowa, były Włochy rządzone przez Mussoliniego.
Mimo napiętej sytuacji politycznej i eskalacji przemocy w kraju, rząd Cankowa zdołał przeprowadzić ważne reformy gospodarcze, które dopomogły w przezwyciężeniu powojennego kryzysu. Osiągnięciem gabinetu było ustabilizowanie waluty narodowej, ożywienie produkcji dzięki skutecznej polityce protekcjonizmu, utworzenie funduszu bezrobocia i systemu odszkodowań z tytułu wypadków przy pracy i chorób zawodowych, ustanowienie zasad prawa pracy i udostępnienie kredytów na rzecz walki z problemami żywnościowymi i mieszkaniowymi. Pod wpływem nacisków opinii międzynarodowej, a także umiarkowanych frakcji Porozumienia Demokratycznego, na początku 1926 Cankow został zmuszony do ustąpienia ze stanowisk premiera i lidera partii. Na czele gabinetu stanął Andrej Lapczew, w którego trzecim rządzie (1930-1931) Cankow pełnił funkcję ministra oświaty.

### Na czele Narodowego Ruchu Socjalnego
Po przegranych przez Porozumienie Demokratyczne wyborach do Zgromadzenia Narodowego 23. kadencji Cankow wystąpił z niego i w 1932 utworzył Narodowy Ruch Socjalny. Ugrupowanie początkowo wzorowało się na włoskim ruchu faszystowskim, jednak po objęciu władzy w Niemczech przez Hitlera zorientowało się ku narodowemu socjalizmowi. Podstawowym celem partii było ustanowienie dyktatury. Wzrost popularności Narodowego Ruchu w latach 1933–1934, którego przejawem był sukces partii w wyborach samorządowych, utwierdził Cankowa w przekonaniu o możliwości siłowego przejęcia władzy w państwie. Wspierani przez część armii działacze ugrupowania zaplanowali na 20 maja 1934 „Marsz na Sofię” – zamach stanu, którego scenariusz miał przypominać dokonany przez zwolenników Mussoliniego w 1922 „Marsz na Rzym”. Zamiaru nie udało się zrealizować, gdyż 19 maja 1934 Koło Polityczne „Zweno” i Związek Wojskowy przeprowadziły własny zamach stanu i ustanowiły rządy autorytarne. Wkrótce potem nowo utworzony gabinet Kimona Georgiewa wydał dekret o delegalizacji wszystkich partii politycznych i Narodowy Ruch Socjalny zmuszony był kontynuować swoją działalność w podziemiu. Mimo iż część jego działaczy i sympatyków podjęła współpracę z rządem, sam Cankow nie został do niej dopuszczony z powodu sprzeciwu cara Borysa III, który obawiał się jego dyktatorskich dążeń.

### Na emigracji
2 września 1944 premierem Bułgarii został działacz Bułgarskiego Ludowego Związku Chłopskiego, Konstantin Murawiew. Wkrótce potem Cankow opuścił ojczyznę i udał się do Wiednia, gdzie zapoczątkował formowanie popieranego przez hitlerowców rządu na uchodźstwie. Gabinet postawił sobie za cel agitację na rzecz utworzenia armii wyzwoleńczej, która miała odsunąć komunistów od sprawowania władzy w Bułgarii. Działania rządu na uchodźstwie nie przyniosły znaczących rezultatów. W listopadzie 1944 sformowano Bułgarski Pułk Grenadierów SS, który w ostatnich dniach wojny wziął udział w krótkotrwałych walkach z Armią Czerwoną. Tworzący go ochotnicy, podobnie jak ministrowie w gabinecie Cankowa, pozostali na emigracji, unikając w ten sposób represji ze strony komunistów.
Wkrótce po zakończeniu II wojny światowej Cankow oddał się w ręce armii amerykańskiej, która go internowała. W 1945 Sąd Ludowy, powołany przez bułgarskich komunistów w celu osądzenia winnych uczestnictwa Bułgarii w wojnie po stronie koalicji hitlerowskiej, wydał na niego zaocznie wyrok śmierci. W 1996 Sąd Najwyższy uchylił wyrok Sądu Ludowego, dopatrując się poważnych naruszeń w przebiegu procesu. Po 1944 Cankow nie powrócił już do ojczyzny. W 1949 wyjechał do Argentyny, gdzie pozostał do śmierci. Przez ostatnie lata życia pisał pamiętniki.

## Sprawowane funkcje
Aleksandyr Cankow zajmował następujące stanowiska w rządach Carstwa Bułgarii (w porządku chronologicznym):
- w swoim pierwszym rządzie
  - premier (9 czerwca 1923 – 22 września 1923)
  - min. wojny (9 czerwca 1923 – 10 czerwca 1923)
  - p.o. min. spraw zagranicznych i wyznań religijnych (9 czerwca 1923 – 10 czerwca 1923)
  - min. oświaty narodowej (10 czerwca 1923 – 22 września 1923)
- w swoim drugim rządzie
  - premier (22 września 1923 – 4 stycznia 1926)
  - min. oświaty narodowej (22 września 1923 – 4 stycznia 1926)
- w trzecim rządzie Andreja Lapczewa
  - min. oświaty narodowej (15 maja 1930 – 29 czerwca 1931)

## Publikacje
Jest autorem kilkudziesięciu książek i publikacji naukowych, takich jak:
- Македонският въпрос и Балканският съюз (w tłum. Problem macedoński i Związek Bałkański; 1906)
- Войната на народите. Икономическа студия (w tłum. Wojna narodów. Studium ekonomiczne; 1916)
- Нашите икономически интереси на Дунава и на морето (w tłum. Nasze interesy gospodarcze na Dunaju i na morzu; 1917)
- Последствия от войната (w tłum. Skutki wojny; 1919)
- Политическа икономия (w tłum. Ekonomia polityczna; 1931)
- Капитализъм и комунизъм (w tłum. Kapitalizm i komunizm; 1933)
- Моята програма (w tłum. Mój program; 1938)
- Трите стопански системи. Капитализъм, комунизъм и националсоциализъм (w tłum. Trzy systemy gospodarcze. Kapitalizm, komunizm i narodowy socjalizm; 1942)
- България в бурно време – спомени (w tłum. Bułgaria w burzliwym czasie – wspomnienia; wyd. 1999; ISBN 954-733-070-5)
- Моето време (мемоари) (w tłum. Mój czas (pamiętniki); wyd. 2002; ISBN 954-733-288-0)